# XXVI Giochi del Sud-est asiatico
I XXVI Giochi del Sud-est asiatico si sono svolti a Palembang e Giacarta, in Indonesia, dall'11 al 22 novembre 2011.

## Paesi partecipanti
Ai giochi hanno partecipato 4965 atleti provenienti da undici nazioni. Tra parentesi per ogni rappresentativa nazionale vi è indicato il numero di atleti partecipanti:
- Brunei (60)
- Cambogia (163)
- Indonesia (1053)
- Laos (223)
- Malaysia (608)
- Birmania (477)

- Filippine (512)
- Singapore (419)
- Thailandia (766)
- Timor Est (76)
- Vietnam (608)

## Discipline
In totale si sono disputati 545 eventi per 44 sport.

## Medagliere
*   Paese ospitante
| Posiz. | Nazione    | Oro | Argento | Bronzo | Totale |
| ------ | ---------- | --- | ------- | ------ | ------ |
| 1      | Indonesia* | 182 | 151     | 143    | 476    |
| 2      | Thailandia | 109 | 101     | 119    | 329    |
| 3      | Vietnam    | 96  | 92      | 100    | 288    |
| 4      | Malaysia   | 58  | 50      | 81     | 189    |
| 5      | Singapore  | 42  | 45      | 74     | 161    |
| 6      | Filippine  | 37  | 55      | 77     | 169    |
| 7      | Birmania   | 16  | 27      | 37     | 80     |
| 8      | Laos       | 9   | 12      | 36     | 57     |
| 9      | Cambogia   | 4   | 11      | 24     | 39     |
| 10     | Timor Est  | 1   | 1       | 6      | 8      |
| 11     | Brunei     | 0   | 4       | 7      | 11     |
| Totale | Totale     | 554 | 549     | 704    | 1807   |